# Janji Manahan (Barumun Tengah)
Janji Manahan is een bestuurslaag in het regentschap Padang Lawas van de provincie Noord-Sumatra, Indonesië. Janji Manahan telt 49 inwoners (volkstelling 2010).